# Джири
Джири — небольшое поселение в районе Кхумбу в восточном Непале. Население — 13 638 человек (по переписи 2011 года).

## География
Расположено на склоне горы, на высоте порядка 2500 м над уровнем моря.

## Описание
Есть небольшая вертолётная площадка. Джири связано автобусом с Катманду, поездка занимает около девяти часов.
Район Джири, как и одноимённый населённый пункт достаточно большой. На машине дорога по этому району занимает примерно 3 часа. Дорога — горный серпантин, который то опускается, то поднимается по рукотворным терраскам и проходит через множество небольших деревушек.
От Джири в сторону Сагарматха (района Эвереста) отходит вьючная тропа. Дорога до Луклы (основного транзитного пункта туристских маршрутов в сторону Эвереста) занимает около недели.

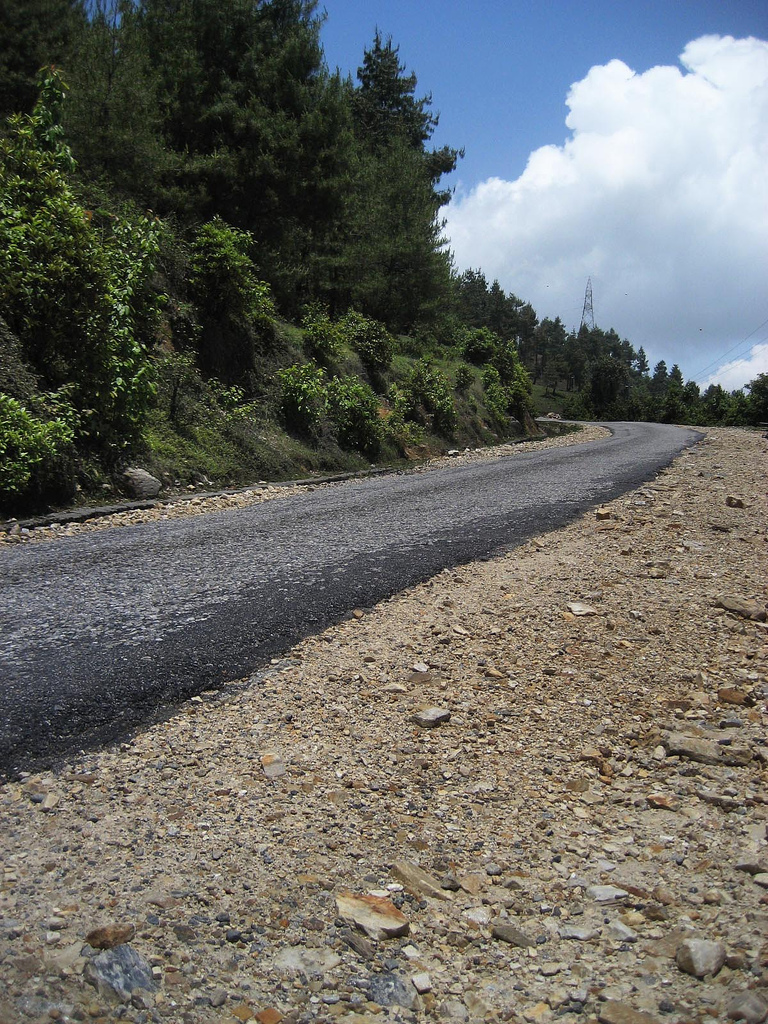
Шоссе в Джири